# Sean Davis
Pour les articles homonymes, voir Sean Davis (soccer).
Sean Davis est un footballeur anglais né le 20 septembre 1979 à Clapham (Angleterre). Il occupe le poste de milieu relayeur.

## Biographie
Pur produit de l'école de football du Fulham FC, c'est Kevin Keegan qui repère son potentiel et le lance en professionnel. Sean aura aussi la confiance de Jean Tigana puis de Chris Coleman.
En 2004, Davis rejoint le Tottenham Hotspur FC, mais ne s'impose pas, ne disputant que 15 matchs en 18 mois. En janvier 2006, il fait partie d'un transfert groupé de joueurs des Spurs vers le Portsmouth FC, en compagnie de Pedro Mendes et Noé Pamarot. Il rejoint ainsi l'entraîneur qui l'a lancé, Kevin Keegan.
Après avoir refusé une première offre de transfert des Bolton Wanderers en février 2009, les dirigeants de Portsmouth acceptent finalement de l'y transférer le 1er juillet 2009.

## International
Sean Davis a connu 12 sélections pour un but marqué en sélection espoirs anglaise entre 2000 et 2002.